# Inga exilis
Inga exilis é uma espécie vegetal da família Fabaceae.
Árvore pequena conhecida através de uma coleção botânica no oeste da região amazônica, em área de planície de terra firme.